# 告訴・告発
告訴・告発（こくそ・こくはつ）は、検察官や司法警察員に対して犯罪を申告し、国による処罰を求める刑事訴訟法上の訴訟行為である。マスメディア等では刑事告訴・刑事告発ということもある。
このうち、犯罪の被害者等の告訴権者が刑事訴訟法230条に基づいて行うものが告訴であり、市民一般が刑事訴訟法239条1項に基づいて行うものが告発である。
なお、刑事訴訟法に基づく「告発」と、マスメディア等で一般的に用いられる言葉としての「告発」や「内部告発」とは法的に異なるものである。
以下本稿において、法律上告訴・告発の受理機関となる行政機関を「捜査機関」という。

## 概要
告訴・告発は、いずれも、刑事訴訟法上の法律行為であり、犯罪事実を捜査機関に申告して国に犯人の処罰（刑罰）を求める意思表示となるものである。
告訴・告発のうち、告訴については「犯罪により害を被つた者」（被害者）（法230条）等の告訴権者（後述）が、告発については誰でもなしうる（法239条1項。ただし、公務員の場合は、職務上知ることになった犯罪について告発を行うことが義務となっている（法239条2項）。）
一定の犯罪（刑法等において「告訴がなければ公訴を提起することができない」と規定されているもの）については、被害者等による告訴の存在が、検察官が公訴を提起するための条件となっている（親告罪）。また関税法第148条第1項や私的独占の禁止及び公正取引の確保に関する法律第96条第1項のように、特定の行政機関の「告発を待つて、これを論ずる」とされている場合は、これらの規定による告発がないと起訴できない。
告訴・告発は、書面で提出することも（電子メール不可）、口頭で申し立てることもできる（241条1項。口頭の場合は241条2項により捜査機関に調書作成義務が課せられる。）。書面によった場合、その書面のことを告訴状・告発状という。告訴状または告発状には特に決まった様式などはないが、後述する告訴・告発の要件を満たす記載がされている必要がある。
告訴・告発手続を取り扱うことができる専門職は以下のとおりである。
- 弁護士は、法律事務一般を取り扱うことができるため、宛先を問わず告訴状・告発状を作成し、その提出を代理し、かつ代理人として捜査官との告訴相談に同席することができる（弁護士法3条）
- 司法書士は、検察に対する告訴・告発書類の作成が可能である（司法書士法3条）。
- 行政書士は、警察と労働基準監督署に対する告訴・告発書類の作成が可能である（行政書士法1条の2）。

告訴・告発等により公訴の提起があった事件について、被告人が無罪または免訴の裁判を受けた場合において、告訴や告発をした側に故意または重過失があったときは、その者が訴訟費用を負担することがある（183条）。また虚偽告訴等罪および軽犯罪法1条16号の構成要件を充足した場合は刑事責任を問われる可能性もある。
なお、告訴・告発は、そこでの捜査機関への犯罪事実の申告により、捜査機関における捜査の端緒の一つに該当する

## 告訴・告発をすることができる者または義務がある者

### 告訴をすることができる者
告訴する権利がある者（告訴権者）は、以下のとおりである。
- 被害者（刑訴法230条）
- 被害者の法定代理人（刑訴法231条1項）
- 被害者が死亡したときは、その配偶者、直系の親族または兄弟姉妹（刑訴法231条2項）
- 被害者の法定代理人が被疑者、被疑者の配偶者、被疑者の四親等内の血族もしくは三親等内の姻族であるときは、被害者の親族（刑訴法232条）
- 死者の名誉を毀損した罪については、死者の親族または子孫（刑訴法233条1項）。名誉を毀損した罪について被害者が告訴をしないで死亡したときも同様（同条2項）
- 告訴権者がない場合には、利害関係人の申立てにより検察官が指定する者（刑訴法234条）

### 告発をすることができる者
何人でも、犯罪があると思うときは、告発をすることができる（刑訴法239条1項）。

### 告発する義務がある者
公務員は職務上、犯罪を認知したときは告発義務を負う（刑訴法239条2項）。

## 告訴・告発の受理機関
告訴または告発は、書面（いわゆる告訴状・告発状）または口頭で、検察官または司法警察員にこれをしなければならない（刑事訴訟法241条1項。ただし、司法巡査に関しては犯罪捜査規範63条2項で司法警察員への取り次ぎの義務が規定されており、受理窓口として機能するようになっている。）。ここで、告訴・告発先となる捜査機関には、検察庁及び警察の他に、刑事訴訟法190条および個別法で規定のある特別司法警察職員のいる海上保安部、海上保安署、都道府県労働局、労働基準監督署、麻薬取締部、都道府県薬事担当課（薬務課、薬事課等）、産業保安監督部、地方運輸局等がある。なお、口頭による告訴・告発を受けた検察官または司法警察員は、刑事訴訟法241条2項より調書を作成しなければならない。
捜査機関には告訴・告発の受理義務があり、要件の整った告訴・告発が行われた捜査機関は、これを拒むことができない（東京地判昭和54年3月16日。さらに、事件事務規程3条4号）。

### 告訴・告発に対する捜査機関の対応遅延
- 詐欺やストーカー事件において警察が、告訴状を受け取ってもなかなか捜査に入らないことがあり、時に犯罪被害拡大の原因となっているとして問題視される。
- 経済犯罪などは、警察官の経済諸法令（金融商品取引法や証券取引法など）の理解能力も疑問視されており、これが捜査の放置につながっているとの指摘もある。
- いわゆる桶川ストーカー殺人事件においては、告訴を受けた警察が対応せず、それどころか告訴をもみ消すために調書の改竄などを行い、結果殺人事件に発展したことが批判されている[2]。

同事件において、警察は民事不介入を建前にしていたが、告訴により未処理件数が増加すると課の成績が悪くなることが真の理由であったと指摘されている。
- なお、警察においては、要件の整った告訴・告発を受理しないことは、減給または戒告の懲戒の対象となっている[3]。

## 告訴・告発の法的効果
告訴・告発の法的効果としては、司法警察員による事件の書類および証拠物の検察官への送付義務（刑訴法242条）、検察官による起訴または不起訴の場合の告訴人・告発人への処分通知義務（刑訴法260条）、検察官に請求があった場合の不起訴理由の告知義務（刑訴法261条）などの発生がある。
告訴・告発を受けた捜査機関は、すみやかに捜査を行うよう努める必要があるが（例として犯罪捜査規範67条）、告訴人・告発人が捜査機関に対し具体的に捜査を行うことを請求することはできない。

### 告訴・告発の不受理の処分性について
東京高裁判決（平成23年11月16日判決・告発不受理処分取消請求訴訟事件）は、当事者訴訟としての確認請求、不受理取消請求、不作為違法確認訴訟、義務付け訴訟をいずれも、確認の利益または処分性が否定されることを理由に、却下・控訴棄却した。その理由として、判決は次のように述べた。
- 「具体的な権利義務ないし法律上の利益に関わる法的地位の存否の確認を求めるものとはいえず，確認の利益を欠く」（当事者訴訟としての確認請求・控訴棄却）
- 「行政事件訴訟法3条2項の行政庁の処分その他公権力の行使に当たる行為とはいえない。その理由は，原判決…に記載のとおりである…。」（不受理取消請求・控訴棄却）
- 「告発は，捜査機関に犯罪捜査の端緒を与え，検察官の職権発動を促すものにすぎないのであるから，捜査機関が，告発を受けて捜査を開始したり，捜査を遂げて何らかの応答をしたりする義務を告発人に対して負うと解すべき法令上の根拠はないといわざるを得ない。そうすると，告発をした者は，告発により捜査や公訴の提起が行われるか否かといったことについて法律上の利益を有するとはいえないのである。それゆえ，控訴人に告発に係る事件について検察官に不起訴処分をせよとか起訴又は不起訴処分をしないことが違法であることの確認を求める権利はない。したがって，控訴人が本件義務付け訴訟及び本件不作為違法確認訴訟において求める処分は行政事件訴訟法3条5項及び6項1号の『処分』には当たらない」（義務付け訴訟および不作為違法確認訴訟・却下）

## 告訴・告発から刑事訴訟までの流れ
- 告訴人・告発人による告訴（刑訴法230条）・告発（刑訴法239条1項または同条2項（公務員の場合））
  - 検察官または司法警察員による受理（刑訴法241条1項（口頭の場合は同条2項）。検察官の場合は事件事務規程3条4号。司法警察員の場合は犯罪捜査規範63条1項）
  - （司法警察員が告訴・告発を受理した場合は、検察官への送付（刑訴法242条。検察官は事件事務規程3条1号によって受理））
  - （検察又は警察による捜査（任意）（刑訴法191条1項及び刑訴法189条2項。警察が作成した書類等は検察官に送致（刑訴法246条）））

- 検察官による公訴判断
  - 検察官による公訴（刑訴法247条。これにより刑事訴訟開始）の提起または不起訴処分（刑訴法248条）
    - （処分通知書の告訴人・告発人への交付（刑訴法260条、事件事務規程60条）（検察官によっては電話による連絡のみとする場合もあるが、その場合も希望すれば規程により処分通知書が交付される））

  - （不起訴処分理由告知書の告訴人・告発人への交付（刑訴法261条、事件事務規程76条）（告訴人・告発人の請求がある場合））

- （付審判（刑訴法262条1項）を行う場合は、処分通知書による通知から七日以内に不起訴処分を行った検察官にその請求書を提出する）

## 不起訴処分があった場合
告訴・告発に対して不起訴処分があった場合、その検察官の属する検察庁の所在地を管轄する検察審査会にその処分の当否の審査の申立てをすることができる（検察審査会法2条1項1号及び同条2項）。
職権濫用罪や特別公務員暴行陵虐罪等に関する不起訴処分に対しては、準起訴手続が存在する（付審判制度（刑訴法262条1項））。該当する罪について、検察官が公訴提起しない場合、不起訴処分の通知から7日以内に付審判請求書を公訴を提起しない処分をした検察官に差し出して（刑訴法262条2項）、裁判所が請求についての審理裁判を行った上で、理由があると認めるときは、裁判所が事件を裁判所の審判に付するものである。この場合、検察官役には、裁判所の指定した弁護士がその任に当たる。

## 告訴の取消し
告訴は、検察官が公訴を提起する前であればいつでも取り消すことができる（刑訴法237条1項）。条文上「取り消すことができる」とあるが法的性質としては撤回である。日常語としては「告訴の取下げ」とも呼ばれる。
告訴の取消しができるのは告訴をした者であるから、被害者本人がした告訴を法定代理人が（自己の名で）取り消すことはできず、逆に法定代理人が固有の告訴権に基づいてした告訴を本人が取り消すこともできない（いずれも、代理人として取り消す場合はこの限りではない）。
告訴の取消をした者は、さらに告訴をすることはできない（刑訴法237条2項）。すなわち、取消後は告訴権を喪失する。しかし例えば、被害者本人が告訴の取消をしても、法定代理人はなお固有の告訴権に基づき告訴することができる。

## 告訴期間
親告罪の告訴は、原則として、犯人を知った日から6ヶ月以内に告訴期間が限定されている。ただし、略取誘拐罪（刑法225条）など、一部、告訴期間の限定がない犯罪がある（短期間に告訴するか否か決定できない被害者の心情に配慮して2000年に新設された規定である。）。
「犯人を知った日」とは、犯人が誰であるか特定できた日を指す。親告罪の告訴をするか否かの決定には犯人と被害者の人間関係などが影響するため、少なくとも犯人が誰であるかを知ることが必要だからである。本名や住所などを知ったかどうかは告訴期間の起算点に影響しない。
告訴期間の起算点、すなわち「犯人を知った」か否かは告訴権者ごとに起算される（刑訴法236条）。

## 告訴の不可分
告訴の法的効力は、その犯罪事実全体に対して及ぶ。
したがって、まず、一罪を構成する犯罪事実の一部について告訴があった場合、その一罪全体について告訴の効力が及ぶ（告訴の客観的不可分）。
また、親告罪の共犯の一人または数人に対してした告訴は、他の共犯に対しても告訴の効力を及ぼす（告訴の主観的不可分。刑訴法238条1項）。告訴が特定の「犯人」に対しての行為ではなく、「犯罪事実」に対する行為であることからの帰結である。ただし、親族相盗例（刑法244条2項）のように相対的親告罪の場合、親族でない共犯者に対してした告訴の効力は、親族である共犯者に対しては及ばないと解されている。